# Citroën
Citroën er et fransk bilmærke og en del af Stellantis-koncernen. Virksomheden har hovedsæde i Saint-Ouen i Seine-Saint-Denis i Frankrig.
Citroën blev grundlagt som en bilfabrik i 1919 af André Citroën. André Citroën var nyskabende på mange områder. De skråtstillede tandhjul i gearkassen blev til et firmalogo – forhjulstræk i 1934 var ligeledes meget nyt og vovet – og den hydropneumatiske affjedring fra 1955 er blevet anvendt af selveste Rolls-Royce-fabrikkerne. Når hertil regnes et helt særligt design ikke blot af bilens ydre, men også af betjeningsgreb mv. – så er der tale om et særligt bilmærke.
Citroën har en vellykket historie i motorsport og er den eneste bilproducent, der har vundet tre forskellige officielle mesterskaber fra den internationale Automobile Federation: World Rally Raid Championship (4 gange), World Rally Championship (8 VM for Konstruktører og 9 VM for Kørere) og World Touring Car Championship (2014).

## Historie
I 1928 introducerede Citroën det første karosseri helt i stål ved hjælp af nogle dyre maskiner, som blev købt hos det amerikanske bilfirma Chrysler. Det skabte en vis succes, men konkurrenterne (som stadig brugte træ i karosserifremstillingen) fandt på aerodynamiske design af deres biler. Citroën havde ingen mulighed for at ændre sit design – så selvom bilerne solgte godt, fik man tab på grund af lave priser.
Men André Citroën gav ikke op – i stedet udviklede han i 1934 Traction Avant-modellen eller forhjulstræk - den første bil med selvbærende karosseri, hvilke er den måde personbiler er bygget i dag. Modsat myterne var det dog ikke Citroën, som opfandt forhjulstrækket - han var først til at fremstille det i storproduktion.
I 1934 blev gælden dog for stor til, at firmaet kunne køre videre alene, og det blev overtaget af dets største kreditor – dækfirmaet Michelin.
Citroën høstede en større succes med forhjulstræk systemet, hvilket reddede firmaet økonomisk i en turbulent mellemkrigsperiode. Firmaet blev en af de væsentlige producenter, der fremstillede biler med forhjulstræk.
Citroën fremstillede biler i Danmark - en variant af varevognen Traction Avant, der blev lempeligere beskattet.
Efter 2. verdenskrig løftede Citroën sløret for deres version af en folkevogn: en 2CV, som så dagens lys på Parisersalonen i 1948. En bil, som skulle blive stort set uændret i produktion i 42 år. Bilen havde dog været længere undervejs. En lille række prototyper blev således udviklet før krigen. Deres kendetegn var bl.a. aluminiums-karrosseri og et meget enkelt design. For at spare vægt og omkostninger var denne model blot udstyret med en enkelt forlygte og ingen afvisere. For at gøre tegngivningen lettere, dette skulle gøres med armene, valgte man at udstyre bilen med klapruder, en detalje, som fulgte produktions-2CV'en helt op til den sidste i 1990. 2CV'en gik under mange øgenavne, bl.a. "Christianiacontainer," "Presset Citron," og "Studenter Jaguar."
2CV blev grundstammen til en hel række bilmodeller, Ami 6, Ami 8, Dyane 4 og 6, varevognene AU, AZU, AK, AKS samt Dyane-varevognen Acadiane. Derudover en række specialmodeller til terrænbrug, f.eks. den to-motors 2CV Sahara og Méharien (med plast-karrosse).
Få år senere duperede Citroën endnu engang en målløs verden, idet man i 1955 præsenterede modellen DS, som var den første bil i verden med det nu legendariske hydropneumatiske affjedringssystem. DS havde ikke blot denne usædvanlige affjedring, men systemet kunne også anvendes til "power-steering" og "power-brake" – alt sammen inden for samme hydrauliske system. Det skabte grundlaget for senere modeller, herunder GS, CX, BX, XM and Xantia, samt C5 og C6-modellerne. Samtidigt var D-modellen den første serieproducerde personbil med skivebremser, hvilket udløste en retssag fra Lucas, som havde leveret bremser til Jaguar-sportsvognen. Lucas tabte sagen, da Citroëns system var helt anderledes opbygget.
I 1965 overtog Citroën det franske bilmærke Panhard, som specialiserede i små, billige biler i stil med(2CV/Ami).
I 1968 fik Citroën kontrol over det eksklusive, italienske mærke Maserati, som skabte grundlaget for en sportsmodel SM med en avanceret Maserati-motor. SM blev grundigt tegnet, som om den var en erstatning til DS-modellen, et investeringsniveau GT-markedet aldrig ville kunne forrente, selv under de bedste omstændigheder. Ydermere var det et ufordelagtigt tidspunkt, med oliekrisen i 1973 og tabet af markedet i USA, hvor Citroën var ude for det store uheld, at justerbar affjedring var ulovligt der i en årrække i 1970'erne. I Danmark blev der solgt to SM-biler.
Firmaet tabte endnu flere penge ved Comotor rotations-motoren (Wankelmotor), da præsentationen faldt sammen med oliekrisen. Citroën var i dyb krise. Mange penge var sat på udviklingen af dyrere modeller, mens de mindre modeller (A-modellerne) stadig var baseret på 2CV-teknik. Omkostningerne ved at udvikle GS, CX, SM, Birotor, Maserati Bora, Maserati Merak, og Maserati Khamsin-modellerne (hver især sande nyskabelser) svækkede firmaet yderligere.
Da bilsalget faldt i 1974, gik Citroën konkurs. Den franske regering frygtede arbejdsløshed og arrangerede at fusionere firmaet med Peugeot. Resultatet blev PSA Peugeot Citroën.
PSA solgte Maserati til DeTomaso i maj 1975, og det italienske firma var ret hurtigt i stand til at skabe en ny model, Bi-Turbo, som solgte i store mængder på grund af det berømte Maserati-image.
Eftersom Citroën havde to nytegnede biler, der begge fik succes (GS og CX,) og Peugeot typisk var forsigtig med sin egne finanser, fik PSA overskud fra 1975 til 1979. Efter PSA's køb af de forældede Chrysler Europa-fabrikker, kørte fabrikken med underskud fra 1980 til 1985.
PSA afskaffede ret hurtigt Citroëns ambitiøse forhold til teknik og design, da Peugeot var meget mere konservativ/fornuftig. 
Citroën forsøgte sig med små modeller, som på længere sigt skulle erstatte A-modellerne, LN, LNA og Visa, men ingen opnåede det ønskede resultat. Der var en grund til, at bilkøberne stadig valgte A-modellerne: De var anderledes.
I 1980'erne blev nye Citroën-modeller lavet på basis af Peugeot-skabeloner. BX fra 1982 brugte stadig det hydropneumatiske affjedringssystem, men motoren var et derivat af Peugeot-motorer. I slutningen af 1980'erne skabte PSA-Gruppen en fælles platform for sin største model XM, som havde meget tilfælles med Peugeot 605, og under overfladen var Xantia fra 1993 næsten identisk med Peugeot 406. I dag er en høj procentdel af komponenterne i biler fra Citroën og Peugeot identiske. I grove træk er det kun karosseridele og dele af interiøret samt Citroëns unikke affjedring, der er til forskel. De fleste reservedele deler endvidere reservedelsnumre. Der findes dog stadig Citroën-modeller, som adskiller sig fra Peugeot på afgørende punkter, nemlig Pluriel og Xsara Picasso.
Citroën har stadig uretfærdigt[kilde mangler] ry for at være unødigt komplicerede. Et ry, de allerede fik med Traction Avant-modellen og for at ruste. Men statistikken over rust viser i dag noget andet, nemlig at de ikke ruster mere end gennemsnittet.[kilde mangler]

## Udmærkelser

### Årets Bil i Danmark
- 1971 – Citroën GS
- 1992 – Citroën ZX
- 1994 – Citroën Xantia
- 2003 – Citroën C3
- 2015 – Citroën C4 Cactus[2]

### Årets Bil i USA
- 1972 Citroën SM Motor Trend Car of the Year

### Årets Bil i Europa
- 1971 – Citroën GS
- 1975 – Citroën CX
- 1990 – Citroën XM

Mange andre Citroën-modeller fik enten anden eller tredje rang i konkurrencen: Citroën SM i 1971, Citroën AX i 1988, Citroën ZX i 1992, Citroën Xantia i 1994, Citroën C3 i 2003, Citroën C4 i 2005 og Citroën C4 Picasso i 2007.
- 1971 – Citroën SM
- 1988 – Citroën AX
- 1992 – Citroën ZX
- 1994 – Citroën Xantia
- 2003 – Citroën C3
- 2005 – Citroën C4
- 2007 – Citroën C4 Picasso

### Årets Bil i Spanien
- 1974 – Citroën GS
- 1977 – Citroën CX
- 1984 – Citroën BX
- 1988 – Citroën AX
- 1992 – Citroën ZX
- 1994 – Citroën Xantia*
- 2003 – Citroën C3
- 2004 – Citroën C2
- 2009 – Citroën C5
- 2015 – Citroën C4 Cactus[3]

(*) : Renault Twingo ex aequo i 1994

### Årets Bil i Italien 'Auto Europa'
- 1990 – Citroën XM[4]
- 1992 – Citroën ZX[4]
- 1994 – Citroën Xantia[4]
- 2001 – Citroën Xsara Picasso[4]
- 2002 – Citroën C5[4]
- 2003 – Citroën C3[4]
- 2005 – Citroën C4[4]
- 2012 – Citroën DS4[4]

### Årets Bil i Irland
- 1998 – Citroën Xsara
- 2009 – Citroën C5
- 2014 – Citroën C4 Picasso

## Modeller
| Modeller – alfabetisk - 2CV (1948-1990) - 8CV Rosalie (1932-1935) - 10CV - Airdream 2002/2003 - Ami 6 (1961-1971) - Axel (1985-1990) - AX (1986-1996) - Berlingo (1996- ) - BX (1982-1993) - CX (1974-1991) - DS (1955-1975) - C1 (2005-) - C2 (2003- ) - C3 (2002- ) - C4 (2004- ) - C4 Cactus (2014- ) - C4 Picasso (2006- ) - Grand C4 Picasso (2006- ) - C5 (2000- ) - C6 (2005-) - C8 (2002- ) - C15 (1984- ) - C25 (1981-1994) - C35 (1973-1991) - C-Crosser (2008- ) - Dyane (1967-1984) - DS/ID (1955-1975) - Eole 1986) - Evasion (1994-2002) - GS and GSA (1970-1984) - H Van (1947-1981) - Jumpy (1995- ) - Jumper (1994- ) - LN (1976-1979) - LNA (1978-1986) - Nemo (2008- ) - Méhari (1968-1987) - Saxo (1995-2003) - SM (1970-1975) - Traction Avant (1934-1957) - Type A (1919-1921) - Type B (1921-1928) - Type C C2-C3 (1922-1926) - Type C C4-C6 (1928-1934) - Visa (1978-1988) - XM (1989-2001) - Xantia (1993-2001) - Xsara (1998-2006) - ZX (1991-1998) |
| Konceptmodeller – efter år - Citroën Traction Avant 22 CV - Citroën G Van - Citroën Prototype C - Citroën C-60 - Citroën Project F - Citroën Mini-Zup (1972) - Citroën GS Camargue (1972) - Citroën 2CV Pop (1973) - Citroën Prototype Y - Citroën C44 (1980) - Citroën Karin (1980) - Citroën Xenia (1981) - Citroën Eco 2000 (1984) - Citroën Eole (1986) - Citroën Zabrus (1986) - Citroën Activa (1988) - Citroën Activa II (1990) - Citroen AX14KD(~89-91) - Citroen AX14BD(track edition) - Citroën Citela (1992) - Citroën Xanae (1994) - Citroën Osmose - Citroën Tulip (1995) - Citroën C3 Lumière (1998) - Citroën C6 Lignage (1999) - Citroën Osée - Citroën Démonstrateur Pluriel (1999) - Citroën C-Crosser (2001) - Citroën C-Airdream (2002) - Citroën C-Airlounge (2003) - Citroën C-SportLounge (2005) - Citroën C-Airplay (2005) - Citroën C-Buggy (2006) - Citroën C-Metisse (2006) - Citroën C-Cactus (2007) - GT by Citroën (2008) - Citroën Hypnos (2008) - Citroën DS Inside (2009) - Citroën Revolte 2009 (2009) - Citroën Metropolis (2010) - Citroën Survolt (2010) - Citroën Lacoste (2010) - Citroën DS Divine (2014) - Citroën Ami One (2019) - Citroën 19 19 Concept (2019) - Citroën My Ami Buggy Concept (2021) - Citroën Oli (2022) |
| --- |

| - Konceptmodeller - Citroën C-Metisse - Citroën Hypnos - Citroën GT - Citroën Survolt - Citroën Metropolis - DS Divine |

## DS: Distinctive Series
| - DS-versioner ('premium') - Citroën DS3, den mest solgte premium bil i sin kategori - Citroën DS4 Sport Chic, C segment - Citroën DS5, D segment - Citroën DS 6WR, SUV segment - Citroën DS 5LS, D segment |

## Diverse
Firmaets berømte logo med et dobbelt skråtstillet tandhjul stammer fra André Citroëns tidligere arbejder med gearkasser.
André holdt af høje hatte og mente, at man skulle kunne stige ind i en Citroën uden at tage hatten af.
Citroën-huset i Sydhavnskvarteret i København var fra 1927 samlefabrik for Citroën-biler. Efter årtier i anden anvendelse er en af bygningerne igen i Citroën-regi som dansk og skandinavisk hovedkvarter for importørselskabet.